# 16. Armee
16:e Armén (ty. 16. Armee) var namnet på en tysk armé under andra världskriget.

## Västfronten 1940

### Organisation
Arméns organisation den 10 maj 1940:
- XXIII. Armeekorps
- XIII. Armeekorps
- VII. Armeekorps

## Operation Barbarossa

### Organisation
Arméns organisation den 5 juni 1941:
- II. Armeekorps
- X. Armeekorps
- XXIII. Armeekorps
- XXVIII. Armeekorps

## Demjansk

### Organisation
Arméns organisation den 6 februari 1942:
- XXXVIII. Armeekorps
- X. Armeekorps
- II. Armeekorps
- XXXIX. Armeekorps

## Kurland

### Organisation
Arméns organisation den 5 november 1944:
- XXXXIII. Armeekorps
- XVI. Armeekorps
- VI. SS-Armeekorps